# Daniele Menozzi
Daniele Menozzi (Reggio nell'Emilia, 19 maggio 1947) è uno storico e storico delle religioni italiano.

## Biografia
Allievo di Giuseppe Alberigo a Bologna e di Giovanni Miccoli, ha insegnato Storia della Chiesa e Storia contemporanea presso le università di Trieste, Bologna, Lecce, Firenze. Dal 2003 al 2017 è stato professore ordinario di Storia contemporanea presso la Scuola Normale Superiore di Pisa, dove ora è professore emerito: dal 2009 al 2012 ne è anche stato preside della classe di Lettere e Filosofia. Membro del Comitato scientifico dell'Istituto dell'Enciclopedia italiana, è socio corrispondente dell'Accademia Nazionale dei Lincei. 
Autore di numerosi saggi, tra cui varie monografie, ma anche edizioni di fonti e curatele, si è occupato di storia della Chiesa dalla Rivoluzione francese a oggi, soffermandosi in modo particolare sul rapporto tra Chiesa e nazione, sul tema della "guerra giusta" nel cattolicesimo fra '800 e '900, sull'utilizzo, da parte della Chiesa contemporanea, di immagini o culti volti alla riaffermazione della propria funzione nella società di fronte al processo di secolarizzazione seguito alla Rivoluzione Francese, sul rapporto fra cattolicesimo e totalitarismo.
Con Giovanni Filoramo ha curato una Storia del Cristianesimo  in quattro volumi. È condirettore, assieme allo stesso Filoramo, della "Rivista di Storia del Cristianesimo". I suoi studenti della Scuola Normale gli hanno dedicato il volume Un mestiere paziente. Gli allievi pisani per Daniele Menozzi (Pisa, ETS, 2017).

## Opere principali
- "Philosophes" e "chrétiens éclairés", Brescia, Paideia, 1976.
- Cristianesimo e Rivoluzione Francese, Brescia, Queriniana, 1977.
- Letture politiche di Gesù. Dall'Ancien Régime alla Rivoluzione, Brescia, Paideia, 1979 (trad. francese)
- Chiesa, poveri, società nell'età moderna e contemporanea, Brescia, Queriniana, 1980.
- Lettere pastorali del vescovi dell'Emilia Romagna (a cura di), Genova, Marietti, 1986.
- Lettere pastorali dei vescovi della Toscana (a cura di D. MENOZZI e B. BOCCHINI CAMAIANI), Genova, Marietti, 1990.
- La Chiesa italiana e la Rivoluzione Francese, (a cura di), Bologna, EDB, 1990
- Les images. L'église et les arts visuels, Paris, Cerf, 1991.(trad. italiana, Milano, 1995)
- Il 'caso Lefebvre', (a cura di), Genova, Marietti, 1991.
- Chiesa cattolica e secolarizzazione, Torino, Einaudi, 1993. (trad. portoghese)
- Li avrete sempre con voi. Profilo storico del rapporto fra Chiesa e poveri, Torino, Gruppo Abele, 1995.
- Storia del cristianesimo, 4. voll. (a cura di G. FILORAMO e D. MENOZZI), Bari, Laterza, 1997.
- Episcopato e società da Leone XIII a Pio X, Bologna, il Mulino, 2000.
- I papi del Novecento, Firenze, Giunti, 2000.
- Antonio Baldovinetti e il riformismo religioso toscano nel Settecento (a cura di) Roma, Ed. di Storia e Letteratura, 2002.
- Sacro Cuore. Un culto tra devozione interiore e restaurazione cristiana della società, Roma, Viella, 2002.
- Cattolicesimo e totalitarismo. Chiesa e cultura religiosa tra le due guerre mondiali. Italia, Francia e Spagna(a cura di  D. MENOZZI e R. MORO), Brescia, Morcelliana, 2004.
- Una storiografia inattuale? Giovanni Miccoli e la funzione civile della ricerca storica (a cura di D. MENOZZI e G. BATTELLI), Roma, Viella, 2005.
- Giovanni Paolo II. Una transizione incompiuta?, Brescia, Morcelliana, 2006.
- Chiesa, pace e guerra nel Novecento. Verso una delegittimazione religiosa dei conflitti, Bologna, il Mulino, 2008.
- Le vie della libertà. Maestri e discepoli nel laboratorio pisano tra il 1938 e il 1943 (a cura di D. MENOZZI, B. HENRY, P. PEZZINO), Roma, Carocci, 2008.
- Le religioni e il mondo moderno. Vol. I. Il Cristianesimo, (a cura di), Torino, Einaudi, 2008.
- La storia della Scuola Normale Superiore di Pisa in una prospettiva comparativa, (a cura di D. MENOZZI e M. ROSA), Pisa, Edizioni della Normale, 2009.
- Un paese in guerra. La mobilitazione civile in Italia. 1914-1918 (a cura di D. MENOZZI, G. PROCACCI, S. SOLDANI), Milano, Unicopli, 2010.
- Mazzini e il Novecento (a cura di D. MENOZZI e A. BOCCHI), Pisa, Edizioni della Normale, 2010.
- A settant'anni dalle leggi razziali. Profili culturali, giuridici e istituzionali dell'antisemitismo (a cura di D. MENOZZI e A. MARIUZZO), Roma, Carocci, 2010.
- Pio IX. Religione e politica al vaglio della modernità, (a cura di D. MENOZZI e M. AL KALAK), Modena, Mc Offset, 2011.
- Storici e religione nel Novecento italiano (a cura di D. MENOZZI e M. MONTACUTELLI), Brescia, Morcelliana, 2011.
- Chiesa e diritti umani: Legge naturale e modernità politica dalla Rivoluzione Francese ai nostri giorni, Bologna, il Mulino, 2012.
- «Giudaica perfidia». Uno stereotipo antisemita fra liturgia e storia, Bologna, il Mulino, 2014.
- La Chiesa italiana nella Grande Guerra (a cura di D. MENOZZI), Brescia, Morcelliana, 2015.
- Delio Cantimori (1904-1966). Libri, documenti e immagini dai fondi della Scuola Normale, (a cura di D. MENOZZI e F. TORCHIANI), Pisa, Edizioni della Normale, 2016.
- I papi e il moderno. Una lettura del cattolicesimo contemporaneo (1903-2016), Brescia, Morcelliana, 2016.
- Storiografia e impegno civile. Studi sull'opera di Roberto Vivarelli (a cura di D. MENOZZI), Roma, Viella, 2017.
- Costituzione italiana: articolo 7, Roma, Carocci, 2017.
- Da Cristo Re alla città degli uomini. Cattolicesimo e politica nel '900, Brescia, Morcelliana, 2019.
- Storia della Chiesa. 4. L'età contemporanea, Bologna, Dehoniane, 2019.
- «Crociata». Storia di un'ideologia dalla Rivoluzione francese a Bergoglio, Roma, Carocci, 2020.
- Il potere delle devozioni. Pietà popolare e uso politico dei culti in età contemporanea, Roma, Carocci, 2022.
- Tra mito della nazionalità e mito della cristianità. Immagini di san Francesco dai «lumi» a Pio XII, Spoleto, Fondazione Centro Italiano di studi sull'Alto Medioevo, 2022.
- Il papato di Francesco in prospettiva storica, Brescia, Morcelliana, 2023.
- Lezioni di storia della Chiesa, Brescia, Morcelliana, 2024.